# Благодатное (Великоновосёлковский район)
Благода́тное (укр. Благодатне, до 2016 года — Октя́брь) — посёлок в Великоновосёлковской поселковой общине Волновахского района Донецкой области Украины.

## Общие сведения
Село расположено на правом берегу реки Мокрые Ялы. Расстояние до центра общины составляет около 6 км и проходит по автодороге Т 0518.
Почтовый индекс — 85500. Телефонный код — 6243.

## История
18 февраля 2016 года село было переименовано из Октябрь в Благодатное в ходе декоммунизации.
До 2020 года поселок входил в состав Великоновоселковского района. 17 июля 2020 года населенный пункт вошел в состав Великоновоселковской поселковой общины, Волновахского района.

### Вторжение России
В марте 2022 года оккупирован российскими войсками. 11 июня 2023 года был освобождён 68-й отдельной егерской бригадой имени Олексы Довбуша.
Повторно оккупирован Российскими войсками 4 декабря

## Население
По данным переписи 2001 года население поселка составляло 674 человека, из них 86,8% отметили родной язык украинский и 13,2% - русский.

## Местная власть
85500, Донецька обл., Волноваський р-н, смт Велика Новосілка, вул. Пушкіна, 32  (укр.)